# TV Avisen
TV Avisen (også kendt under forkortelsen TVA) er de daglige nyhedsudsendelser, som sendes på DR1 og DRTV.
TV Avisen sendes på DR1 på hverdage kl. 07:00, 12:00, 18.30, og 21:00. På DR2 opdateres TV Avisen løbende fra 08:30 til 17:00, samt kl 22:00. I weekenden på DR1 kl. 08:00, 12:00, og 18:30. På DR2 opdateres løbende fra 08:30 til 12:00, samt kl. 22:00.
Online på DRTV opdateres TV Avisen på hverdage imellem  kl. 07:00 og 22:30.I Weekenden imellem kl. 08:00 og 22:30.
TV Avisen sender herudover direkte ekstraudsendelser ved større hændelser, såkaldt breaking news.
TV Avisen var i 2008 Danmarks mest sete nyhedsudsendelse.
Nyhedsdækningen på DR bliver suppleret med Deadline mandag til torsdag kl. 17:00 (med genudsendelse kl. 22:15) på DR2.

## Historie
TV-Avisen havde premiere 15. oktober 1965 kl. 20.00 med Eric Danielsen som vært. Først 14 år efter at der første gang blev sendt tv i Danmark kom tv-nyhederne. Dette skyldtes en aftale mellem DR og den trykte presse, der sikrede pressens kontrol over nyhederne i DR, hvilket skete i radioen via Pressens radioavis. I 1964 ophørte denne aftale, og året efter opstod så TV-Avisen. Før TV-Avisen fandtes Aktuelt der bestod af indslag - primært fra udenlandske nyhedsbureauer – hvor der var musik og tale hen over billederne. Indslagene blev bundet sammen af skilte. Seks måneder efter premieren på TV-Avisen blev sendetiden rykket fra 20.00 til 19.30.
Den 2. oktober 1978 sendtes den første TV-Avis i farver med Steen Bostrup som studievært.
I 1983 flyttede TV Avisen ind i nye lokaler i TV-Byen efter 17 år i Radiohuset.
I 1988 så TV 2 Nyhederne dagens lys, og dermed ophørte TV Avisens monopol på landsdækkende tv-nyheder.
I 1993 så formatet Sportsnyt dagens lys.
I 1993 var TV 2 Nyhederne Danmarks mest sete nyhedsudsendelse. TV Avisens sendetid kl. 19.30 var også sendetid for Regionale programmer på TV 2. TV 2 forsøgte endda at “indfange” TV Avisens seere ved at starte allerede kl. 19.28. TV Avisen skiftede derfor sendetidspunkt til kl. 18.00 og 20.30. Allerede året efter i 1994 blev tidspunkterne ændret endnu engang, denne gang til kl. 18.30 og 21.00. Samtidig så konceptet Nyhedstimen dagens lys med en TV Avis, en vejrudsigt, et aktuelt magasin og en Sportsnyt.
I 1996 blev TV Avisen en del af DR Nyheder.
I 2000 blev TV Avisen udvidet med en udsendelse kl. 12. Samtidig fik Deadline på DR2 også en tidlig nyhedsudsendelse kl. 17.00, der blev sendt i samarbejde med TV Avisens redaktion.
I 2001-2006 og 2020-2021 sendte TV Avisen morgen-tv på DR1.
I 2005 begyndte TV Avisen også at sende nyheder kl. 15.00.
I 2006 flyttede TV Avisen ud til DR Byen på Amager og blev relanceret med ny profil, nyt studie og nyt design. Samtidig gik man over til at sende i 16:9-format.
I 2008 overtog DR Update nyhederne kl. 12.00 og 15.00 i samarbejde med TV Avisen, og på et tidspunkt var udsendelsen kl. 15.00 Danmarks mest sete nyhedsudsendelse om eftermiddagen. Samme år overhalede TV Avisen kl. 21.00 TV 2 Nyhedernes 19-udsendelse som Danmarks mest sete nyhedsudsendelse.
Både udsendelsen kl. 12 og 15 samt Deadline kl. 17 blev siden nedlagt.
15. september 2010 fik TV Avisen nyt studie, grafik og musik. Det nye studie domineres af en 17 meter bred LED-skærm, som kan bruges i større eller mindre omfang. Samtidig kan scenografien bruges til alle tv-aviser, magasiner og til sporten. Den nye kending til TV Avisen er komponeret af Steffen Breum (kendt som den ene halvdel af duoen BREUMM), og indspillet med DR Symfoniorkestret. Samtidig er den grafiske intro trukket betydelig op, og samspiller med den brede LED-skærm i studiet. Hermed får man en stærk sammenhæng i intro'en.
Journalistisk skifter TV Avisen nu over til en mere substantiel og konkret nyhedskoncept. Færre tabloidhistorier – flere reelle og skelsættende historier. Dermed vil TV Avisen skille sig ud fra eksempelvis DR Update og TV 2 Nyhederne.
I september 2012 blev 21-udsendelsen flyttet til kl. 21.30 mandag - torsdag. Samtidig blev værtsholdet reduceret, og nye korrespondenter indenfor forskellige stofområder blev introduceret: Ask Rostrup - politisk korrespondent, Nina Munch-Perrin - erhvervskorrespondent, Claus Buhr - retskorrespondent, Line Gertsen - graverkorrespondent og Peter Qvortrup Geisling - sundhedskorrespondent. Herudover fortsætter de i udlandet bosiddende korrespondenter.
Fredag samt i weekenderne er der uændret sendetid.
7. januar 2013 introduceres en nyhedsoversigt kl. 17.50. Denne betjenes af værterne Tine Götzsche og Klaus Bundgård Povlsen.
I 2022 supplerede TV Avisen nyhedsdækningen med opdateringer kl. 07:00, 09:00, 15:00 og 17:00 på DRs streamingtjeneste DRTV. TV Avisen vil herudover sende længerevarende direkte udsendelser når der sker større hændelser, som for eksempel Ruslands invasion af Ukraine 2022.
Chef for TV Avisen er Naja Nielsen, og direktør for DR Nyheder er Ulrik Haagerup.
Den 6. september 2023 lancerede DR TVA Live, som en online nyhedskanal, for at konkurrere med TV 2 News. Kanalen minder på mange måder om det gamle DR Update, med forskellen at der jævnligt bliver sendt store nyhedsbegivenheder direkte, som for eksempel taler og pressemøder. TV Aviserne om morgenen på DR1 og DR2 blev samtidig overtaget af TVA Live samme dag. 
I 2025 lukkede søndagsmagasinet 21 Søndag og redaktionerne for TVA Live og TVA 18:30 blev lagt sammen.

## Værter
TVA Live
- Anne-Dorte Rosgaard
- Tinne Hjersing Knudsen
- Helle Smidstrup
- Maja Rosager
- Jacob Rosenkrands
- Mette Hybel

Mandag - fredag kl. 18.30
- Lillian Gjerulf Kretz
- Klaus Bundgård Povlsen
- Erkan Özden
- Maria Yde
- Ulla Essendrop

Mandag - søndag kl. 21.00
- Kåre Quist
- Klaus Bundgård Povlsen
- Lillian Gjerulf Kretz

Lørdag/søndag kl. 18.30
- Erkan Özden
- Ulla Essendrop
- Maria Yde

21 Søndag
- Kåre Quist

## DR Vejret
DR Vejret leverer vejrudsigter til TV Avisen og DR’s radiokanaler fra Dokk1 ved Aarhus Havn.
Mandag til torsdag kl. 18.55 og fredag kl. 21.15 sender DR Vejret programmet “Vores vejr” som er en ca. 10 minutter lang vejrudsigt med indslag om vejret i Danmark og i udlandet.

### Værter på DR Vejret
- Mikael Jarnvig[9]
- Nina Bendixen[10]
- Jonas Landin Ohnemus
- Christian Jon Cherry
- Louise Gade Sig[11]

## DR1-magasinerne
| DR1 Magasinerne |                                                                                  |                    |
| Magasin         | Vært                                                                             | Sendetid           |
| Horisont        | Ingen fast vært                                                                  | Hver tirsdag 21.25 |
| Kontant         | Jacob Kragelund                                                                  | Hver torsdag 21.05 |
| 21 Søndag       | Kåre Quist                                                                       | Hver søndag 21.00  |
| Sportsmagasinet | Kresten Mosbæk Gravesen, Sarah Fisker, Josefine Høgh, Tina Müller, Tobias Hansen | Hver søndag 21.40  |

## Korrespondenter

### Udland
| Korrespondenter |                                     |
| Sted            | Korrespondent                       |
| USA             | Phillip Khokar, Jakob Krogh         |
| Europa          | Anna Gaarslev                       |
| EU              | Ole Ryborg                          |
| Tyskland        | Michael Reiter                      |
| Afrika          | Søren Bendixen                      |
| Sydamerika      | Kristian Almblad                    |
| Asien           | Phillip Roin                        |
| Mellemøsten     | Puk Damsgård, Nanna Muus Steffensen |
| Rusland/Ukraine | Matilde Kimer                       |
| Internationalt  | Steffen Kretz, Stéphanie Surrugue   |

### Indland
| Korrespondenter |                         |
| Område          | Korrespondent           |
| Politik         | Christine Cordsen       |
| Kultur          | Sandra Brovall          |
| Rets            | Trine Marie Ilsøe       |
| Forsvar         | Mads Korsager           |
| Erhverv         | Jakob Ussing            |
| Klima           | Thøger Kirk             |
| Økonomi         | Casper Schrøder         |
| Sundhed         | Peter Qvortrup Geisling |